# Johann Joseph Müller (Geistlicher)
Johann Joseph Müller (* 26. Dezember 1768 in Rheinbach; † 18. Mai 1850 in Köln) war Augustiner-Chorherr in der Abtei Rolduc, Oberpfarrer in Eupen, Domherr in Köln und Wohltäter seiner Heimatstadt Rheinbach.

Johann Joseph Müller als Domkapitular mit dem Kapitelstern und dem Roten Adlerorden

## Leben
Der Sohn einer wohlhabenden Rheinbacher Schöffen-Familie trat 1786 in die Abtei Rolduc der Augustiner-Chorherren (Kanoniker) ein. Nach Abschluss des Theologiestudiums legte er 1793 die Ordensgelübde ab und empfing am 13. März 1794 in Lüttich die Priesterweihe. Beim Vordringen der französischen Revolutionstruppen verließ die Kommunität von Rolduc im November 1794 die Abtei. Müller ging mit dem Abt in die Emigration nach Westfalen.
1796 wurde die Abtei endgültig aufgelöst. Bei der Versteigerung erwarben die ehemaligen Kanoniker die Abteigebäude und einige Klosterhöfe in der Hoffnung, ihre Kommunität wiederherzustellen. Nach dem Konkordat zwischen Napoleon und dem Papst teilten sie jedoch die ersteigerten Abteigüter 1801 unter sich auf, abgesehen von den Abteigebäuden, die sie dem Bistum Lüttich durch einen Schenkungsakt übertrugen.
Nach Verlassen der Abtei Rolduc übernahm Müller in Eupen eine Stelle als Lehrer und Vikar. 1807 wurde er zum Oberpfarrer von Eupen ernannt und wirkte dort bis 1825. Nachdem Eupen 1815 zu Preußen gekommen war, wurde Müller zum Kreisschulkommissar für den Landkreis Eupen berufen, in dessen Funktion er der Bezirksregierung in Aachen unterstand.
Als 1825 das Erzbistum Köln wiedererrichtet wurde, wurde Müller in das erste Domkapitel berufen. Dort bekleidete er das Amt des Erzbischöflichen Großpönitentiars. In dieser Eigenschaft bearbeitete er die Bischöflichen Reservatfälle und begleitete die dem päpstlichen Stuhl reservierten Fälle an die Apostolische Pönitentiarie in Rom. Müller hat „seit der Einrichtung des Domkapitels im Jahre 1825 das schwere Amt des Großpönitentiars in der Domkirche unermüdlich“ ausgeübt und „genießt wegen seines Diensteifers die Achtung und das Zutrauen des Publikums“, wie aus einem Bericht der Diözesanleitung 1838 hervorgeht.
Im Laufe der Zeit war Müller mit unterschiedlichen Verwaltungsaufgaben betraut. 1826 fungierte er als Kommissar des Domkapitels für den Erwerb der Dompropstei und von Wohnraum für die Domherren. Dem Generalvikariat war Müller zunächst als Assessor, ab 1833 als Generalvikariatsrat zugeordnet. 1832 wurde er als Gründungsmitglied in den Verwaltungsrat des Kölner Priesterseminars berufen. Mehrfach wird er als Synodalexaminator für die Pfarrbefähigungsprüfungen aufgeführt.
1841 wurde Müller in die Kölner Wirren hineingezogen, als er vom Domkapitel zum Kapitularvikar gewählt und zur Leitung der verwaisten Erzdiözese Köln beauftragt wurde. Er galt als Kompromisskandidat zwischen den Interessen der staatlichen Stellen und der päpstlichen Kurie in Rom. Unter den gegebenen schwierigen Umständen nahm er die Wahl an und beantragte das Plazet. Dieses wurde ihm von der preußischen Regierung unmittelbar erteilt, während die Kurie in Rom zunächst zögerte und die Wahl schließlich annullierte. Müller trat daraufhin von seinem Amt zurück.
1843 begründete Müller eine Studienstiftung. Er mag dabei den Gedanken aufgegriffen haben, dass er selber in jungen Jahren dank einer Studienstiftung sein Studium in Rheinbach hat aufnehmen können. Die Verwaltung seiner Stiftung übertrug er dem Kölner Gymnasial- und Stiftungsfonds, der die Stipendien noch heute laut seiner Satzung den Studierenden seiner Familie und seiner Heimatstadt Rheinbach überträgt.
Seiner Heimatstadt Rheinbach hat Müller in seinem Testament einen großen Geldbetrag „für das von der Stadt bereits in Angriff genommene Armenaltenhaus“ festgelegt. Dieser wurde zum Teil für den Erwerb und die Instandsetzung eines Hauses verwendet, das nach 1866 als „Klösterchen“ Ordensschwestern zum Dienst am alten und kranken Mitmenschen zur Verfügung stand. Der Restbetrag floss 1879 dem Krankenhausfonds zu, mit dessen Hilfe der Neubau des Rheinbacher Krankenhauses bewerkstelligt wurde.

## Ehrungen
- 1835 Ehrendoktorwürde von der katholisch-theologischen Fakultät der Rheinischen Friedrich-Wilhelms-Universität in Bonn.
- 1844 Roter Adlerorden III. Klasse.